# Långvattnet (Anundsjö socken, Ångermanland, 708144-160627)
Långvattnet är en sjö i Örnsköldsviks kommun i Ångermanland och ingår i Gideälvens huvudavrinningsområde. Sjön är 10,5 meter djup, har en yta på 1,05 kvadratkilometer och befinner sig 374,2 meter över havet. Långvattnet ligger i Hemlingsån Natura 2000-område. Sjön avvattnas av vattendraget Hemlingsån.

## Delavrinningsområde
Långvattnet ingår i det delavrinningsområde (708213-160462) som SMHI kallar för Utloppet av Långvattnet. Medelhöjden är 416 meter över havet och ytan är 8,87 kvadratkilometer. Räknas de 2 avrinningsområdena uppströms in blir den ackumulerade arean 18,18 kvadratkilometer. Hemlingsån som avvattnar avrinningsområdet har biflödesordning 2, vilket innebär att vattnet flödar genom totalt 2 vattendrag innan det når havet efter 100 kilometer. Avrinningsområdet består mestadels av skog (80 procent). Avrinningsområdet har 1,05 kvadratkilometer vattenytor vilket ger det en sjöprocent på 11,8 procent.